# دهستان شیتاب
دهستان شیتاب یکی از دهستان‌های بخش موگرمون شهرستان لنده در استان کهگیلویه و بویراحمد ایران است. مرکز این دهستان، روستای شیتاب است.

## جمعیت
بر پایه سرشماری عمومی نفوس و مسکن در سال ۱۳۹۵، جمعیت دهستان شیتاب برابر با ۱٬۹۹۷ نفر بوده‌است.
مرکز دهستان شیتاب، روستای شیتاب می‌باشد که به بام لنده معروف می‌باشد. شیتاب دارای چهار اثر ملی ثبت شده از جمله؛
قلعه دالو، غار قلعه دالو، منطقه باستانی چال زون و منطقه باستانی بند و باغ می‌باشد که در فروردین و اردیبهشت سال۸۲ در مجموع که آثار ملی ایران ثبت شده‌است. همچنین سایت پروازی پاراگلایدر سواری شیتاب در سال ۹۸ با حضور معاون وزیر ورزش ورزش و مسئولان شهرستانی و استانی افتتاح گردید. همچنین نقش برجسته شتر بر کوه شیتاب بر بالای لنده از آثار زیبا و گردشگر پذیر شهرستان لنده می‌باشد. از جمله زیبایی‌های دیگر این منطقه که باعث جذب گردشگران و کوچ معکوس در پنج سال اخیر شده آب و هوای معتدل و شرایط مسکونی آن می‌باشد.